# 羅澤爾 (堪薩斯州)
羅澤爾（Rozel）為美國堪薩斯州波尼縣的一座城市。根據2010年美國人口普查，此城市人口有156人。

## 歷史
此城市境內首座郵政局於1893年開設。城市名以一名商人的女兒Roseila為名以茲紀念。

## 地理
羅澤爾坐落在北緯38度11分45秒、西經99度24分09秒（亦可表示成38.195870, -99.402444）。根據美国人口调查局的資料，此城市總面積為0.17平方英里（0.44平方），全境皆為陸地。

## 人口統計
| 调查年                | 人口 | 备注  | %±     |
| --------------------- | ---- | ----- | ------ |
| 1930                  | 220  |       | —      |
| 1940                  | 203  |       | −7.7%  |
| 1950                  | 233  |       | 14.8%  |
| 1960                  | 207  |       | −11.2% |
| 1970                  | 236  |       | 14.0%  |
| 1980                  | 219  |       | −7.2%  |
| 1990                  | 187  |       | −14.6% |
| 2000                  | 182  |       | −2.7%  |
| 2010                  | 156  |       | −14.3% |
| 2015年估计            | 152  | [ 3 ] | −2.6%  |
| U.S. Decennial Census |      |       |        |

### 2010年普查
據2010年人口普查，此城市人口有156 人，戶數66戶，43個家庭。人口密度為354.3人/每平方公里（917.6人/每平方英里）。此城市有85棟住宅，平均每平方公里有193.1棟住宅。此城市居民之種族中，白人佔100.0%。而西班牙裔或拉丁裔美國人佔此城市人口的4.5%。
此城市之戶籍數計有66戶。其中擁有18歲以下孩童的住戶佔24.2%；已婚夫婦且同居的住戶佔60.6%，住戶為女性單親者佔1.5%；住戶為男性單親者佔3.0%；住戶並非一個家庭的佔34.8%。住戶為獨自一人居住的佔全戶之31.8%，其中有13.7%為65歲或以上之獨居老人。每戶住戶平均成員人數為2.36人，每個家庭平均成員人數則是3.02人。
此城市居民之年齡中位數為44.5歲。以年齡層分類，年齡未滿18歲者佔24.2%；年齡介在18歲至24歲之間者佔6.3%；年齡介在25歲至44歲之間者佔21.2%；年齡介在45歲至64歲之間者佔30.8%；年齡超過65歲者佔18.6%。男性佔全市人口之51.3%，女性則佔全市人口之48.7%。

### 2000年普查
據2000年人口普查，此城市人口有182人，戶數72戶，48個家庭。人口密度為319.4人/每平方公里（825.4人/每平方英里）。此城市有86棟住宅，平均每平方公里有150.9棟住宅。此城市居民之種族中，白人佔96.70%，其他種族佔0.55%，混血種族則佔2.75%。而西班牙裔或拉丁裔美國人佔此城市人口的1.10%。
此城市之戶籍數計有72戶，其中擁有18歲以下孩童的住戶佔33.3%；已婚夫婦且同居的住戶佔58.3%，住戶為女性單親者佔6.9%；住戶並非一個家庭的佔33.3%。住戶為獨自一人居住的佔全戶之31.9%，其中有15.3%為65歲或以上之獨居老人。每戶住戶平均成員人數為2.53人，每個家庭平均成員人數則是3.25人。
以年齡層分類，年齡未滿18歲者佔33.3%；年齡介在18歲至24歲之間者佔7.1%；年齡介在25歲至44歲之間者佔24.2%；年齡介在45歲至64歲之間者佔20.9%；年齡超過65歲者佔16.5%。此城市居民之年齡中位數為35歲。性別比為每100名女性所對應的男性數為83.8名，如只計算18歲或以上的居民，則是每100名女性所對應的男性數為86.6名。
此城市每戶平均收入為33,750美元，每個家庭平均收入為45,893美元。男性平均收入25,833美元；女性平均收入21,875美元。此城市人均收入為14,151美元。此城市約有6.1%的家庭以及8.6%的居民低於貧窮門檻，其中18歲以下者占11.3%，65歲以上者佔6.3%。

## 知名人物
- 加里·帕特森（英语：Gary Patterson）：德克薩斯基督教大學美式足球角蛙隊（英语：TCU Horned Frogs football）總教練
- 吉利·S·史密斯, Jr.（英语：Glee S. Smith, Jr.）：堪薩斯州州議員、律師

## 外部連結
羅澤爾市
- 羅澤爾—公職人員名錄

學校
- USD 496 （页面存档备份，存于），所在學區

地圖
- 羅澤爾市地圖 （页面存档备份，存于），堪薩斯州運輸部